# Trypanaresta ameghinoi
Trypanaresta ameghinoi es una especie de insecto del género Trypanaresta de la familia Tephritidae del orden Diptera.

## Historia
Brèthes la describió científicamente por primera vez en el año 1908.